# Nuncjatura Apostolska przy Unii Europejskiej
Nuncjatura Apostolska przy Unii Europejskiej – misja dyplomatyczna Stolicy Apostolskiej przy Unii Europejskiej. Siedziba nuncjusza apostolskiego mieści się w Brukseli.
Od 1999 nuncjusz apostolski pełni godność dziekana korpusu dyplomatycznego akredytowanego przy Unii Europejskiej od momentu przedstawienia listów uwierzytelniających.

## Historia
W 1970 papież Paweł VI powołał Nuncjaturę Apostolską przy Wspólnotach Europejskich. W 2009 zmieniono nazwę na obecną.
Do 1994 nuncjuszami apostolskimi przy Wspólnotach Europejskich byli nuncjusze apostolscy w Belgii.

## Nuncjusze apostolscy przy Unii Europejskiej
- abp Igino Eugenio Cardinale (1970–1983) Włoch
- abp Angelo Pedroni (1983–1989) Włoch
- abp Giovanni Moretti (1989–1994) Włoch
- ks. Alain Lebeaupin (1996–1998) Francuz; reprezentant
- abp Faustino Sainz Muñoz (1999–2004) Hiszpan
- abp André Dupuy (2005–2011) Francuz; od 2006 jednocześnie nuncjusz apostolski w Monako
- abp Alain Lebeaupin (2012–2020) Francuz
- abp Aldo Giordano (2021) Włoch
- abp Noël Treanor (2022–2024) Irlandczyk
- abp Bernardito Auza (od 2025) Filipińczyk